# フリーカルチャー運動

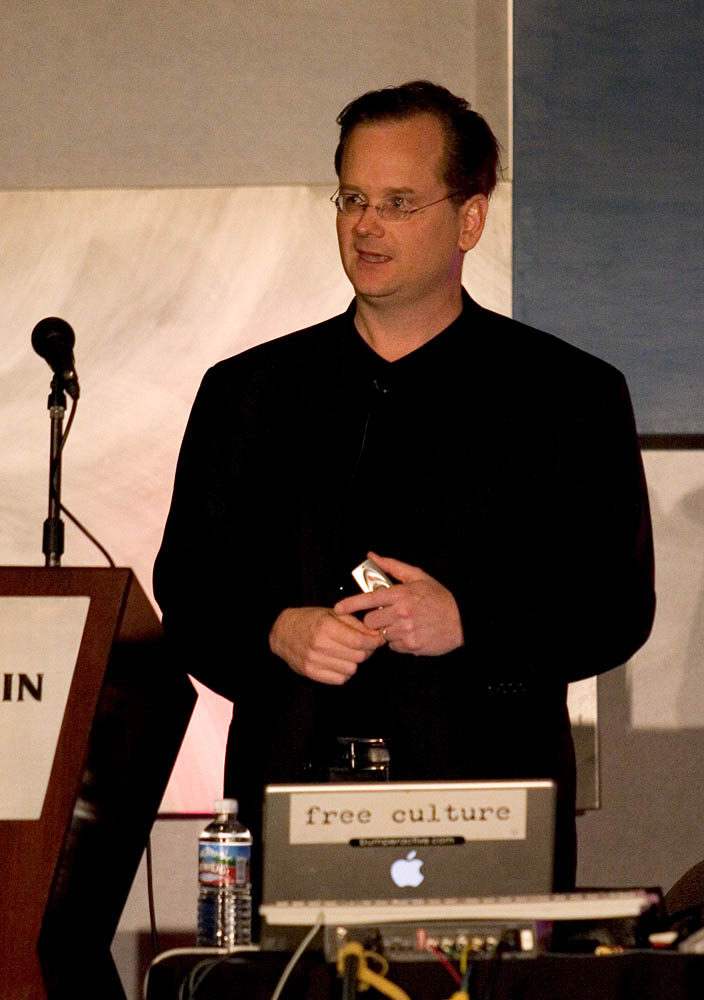
ローレンス・レッシグと「free culture」とラベルされたラップトップ

フリーカルチャー運動（フリーカルチャーうんどう、英: free-culture movement）とはインターネットや他のメディア媒体を使って創造的な作品をフリーコンテントの形式で配信したり変更したりする自由を推進する社会運動である。
この運動は過度な制限を課す著作権法に反対している。多くの運動参加者はこのような法律は創造力を妨げていると主張しており「許可を必要とする文化」と呼称している。
ローレンス・レッシグが設立したクリエイティブ・コモンズでは様々な条件で共有を許可するライセンスを用意しており、クリエイティブ・コモンズ・ライセンスの著作物をオンラインで検索するシステムを提供している。
アイデアの自由な意見交換精神を持つフリーカルチャー運動は自由ソフトウェア運動に通じるものがあり、GNUプロジェクトの創設者であり自由ソフトウェア活動家のリチャード・ストールマンは自由な情報共有を主張しており、自由ソフトウェアは「無料のビール」ではなく「言論の自由」を意味しているという発言で有名である。
「フリーカルチャー」という言葉はこの運動の父としても知られるレッシグが2004年に著した同名書籍に初めて登場する。

## 背景
1998年にアメリカ合衆国議会を通過しビル・クリントン大統領が署名し成立した著作権延長法により、著作権保護期間が20年延長され、結果作者の死から70年経過しないとパブリックドメインにならなくなった。ウォルト・ディズニー・カンパニーがこの法律を強く推し進めたためミッキーマウス保護法と揶揄されている。レッシグは著作権自体文化的な生産や知識の共有、技術革新を妨害している上、公共財を否定した私益のための法律でしかないと主張している。1998年、レッシグは米国中を周り大学のキャンパスで100以上もの公演を行い、運動を推し進めた。この行動はスワースモア大学にてStudents for Free Cultureにおける最初の支部の設立に繋がった。
1999年、レッシグは合衆国最高裁判所に著作権延長法は違憲という訴えを起こしたが、自身の強い信念にもかかわらず限られた著作権保護期間に関する憲法の普通語の引用に対しレッシグはスティーブンス、ブレイヤー裁判官の2票の反対票しか得ることが出来なかった。
2001年、クリエイティブ・コモンズをレッシグは設立し、「全権利を所持(all rights reserved)」する著作権システムと一線を画した「いくつかの権利を所持(some rights reserved)」するライセンスシステムを提唱した。

## 団体
通常フリーカルチャーに関連付けられる組織といえばレッシグが設立したクリエイティブ・コモンズ(CC)であり、創造的な作品の共有や文化的ビブランスや科学的進歩、ビジネス革新をプロデュースするアイデアの拡散を推進している。
QuestionCopyright.orgという別の団体では「流通の独占が引き起こす経済的、芸術的、社会的な害を浮き彫りにし、アーティストや一般大衆にとってもっと良い自由な流通を実現する方法を実証する」目的で活動しており、ニナ・ペイリーというアーティストが製作し複数の賞を受賞したアニメーション作品「シーター、ブルースを歌う」の「Sita Distribution Project」による自由配布が大きい成功を収めたことで知られる。団体のウェブサイトには幾多のリソース、出版物、いくつかの著作権、特許、商標の問題に関するリファレンスが掲載されている。
学生団体であるStudents for Free Cultureは時々「the Free Culture Movement（フリーカルチャー運動）」と混同されて呼ばれることがあるが、正式名称ではない。この団体はフリーカルチャー運動の一翼を担っている。1998年にスワースモア大学で最初の支部が設立され、以降アメリカ合衆国中に26もの支部があるとされている。
フリーカルチャー運動は自由ソフトウェア運動の理想を受けていて、ソフトウェアの分野からすべての文化や創造的な作品に向けてその理想を拡張している。初期のクリエイティブ・コモンズではリチャード・ストールマン（フリーソフトウェア財団の設立者であり自由ソフトウェア運動の創始者）もこの団体を支援していたが、発展途上国ライセンスとサンプリングライセンスを含む幾つかのライセンスの導入に反発して支持を撤回した。その後クリエイティブ・コモンズ側がそれらのライセンスを取り下げたことでストールマンは再び支持するようになった。
この運動のサブセットであるフリーミュージック運動は1994年初期にラム・サミュドラーラによってフリーミュージック哲学がウェブ上で人気になったことで始められた。リチャード・ストールマンによる自由ソフトウェアのアイデアが基になっており、新たなオープン芸術とオープン情報運動（フリーカルチャー運動と合わせて言及される）と一致している。フリーミュージック哲学は楽曲のコピーが製作できてインターネットを通じて完全な精度かつ容易に配布される事実に基づき無制限なコピーを広げることを任意で奨励するために3方向のアプローチが用いられる。その後のフリーミュージック運動はビルボード、フォーブス、Levi's Original Music Magazine、The Free Radical、WIRED、ニューヨーク・タイムズといった多くのメディアに取り上げられた。自由ソフトウェア、Linux（フリーオペレーティングシステム）、コピーレフトライセンス、ウェブの発達、P2Pの人気、MP3といった音楽ファイルの圧縮標準規格によってフリーミュージックは音楽業界の努力にもかかわらず21世紀初頭に広がりを見せた。電子フロンティア財団やクリエイティブ・コモンズといった団体、ローレンス・レッシグのような情報の自由擁護者は著作権とコピーレフトの違う趣旨に基づくされた多数のライセンスを工夫している。疑問は音楽を自由にする方法ではなくむしろインターネット世代においてミュージシャンが製作したものを収益を出しながら繁栄させる創造性を生み出す方法に移行している。

## 自由の定義
フリーカルチャー運動におけるクリエイティブ・コモンズは自由の標準を減らしていると批判されている。従って、運動内の一部のみが考える幾つかのクリエイティブ・コモンズ・ライセンスは実際、自由文化作品の定義に基づいて自由になる。2008年2月にクリエイティブ・コモンズは表示、表示・継承ライセンスに「approved for free cultural works」バッジを追加した。商業利用や二次的著作物を制限するライセンスではこの特別なマークは付かない。

## 批判
フリーカルチャー運動に最も声高な批判をしているのは著作権支持者である。ソングライターズ・ギルド・オブ・アメリカのリック・カーネスやarts+labsのエグゼクティブディレクターであるコーリ・ハドギンス、技術やメディア会社の連合はフリーカルチャー運動が著作権は「文化を殺す」と主張しているのにもかかわらず運動自体やメディアが芸術産業や経済成長にダメージを与えていると批判している。
加えて、一部では著作権議論の雰囲気の変化を主張している。フリーカルチャーはかつてプロデューサーを企業から守っていたが、今は小さなプロデューサーに損害を与えているとされる。著名な技術者、ミュージシャンであるジャロン・ラニアーは2010年に出版した「人間はガジェットではない(You Are Not A Gadget)」にてこの考え方や多くの批評を論じており、ウィキペディアのようなクラウドソースの匿名メディアの非人格化や中流アーティストの経済的尊厳を懸念している。
Web 2.0の批評家であるアンドリュー・キーンも著書「グーグルとウィキペディアとYouTubeに未来はあるのか?」でフリーカルチャーの幾つかのアイデアを批判しており、レッシグを「知的財産共産主義者」と評している。
ニュースメディア産業においても、フリーカルチャーは市場の衰退の原因になるという批判がいくつかあるが、フリーカルチャーではなく市場自体がジャーナリズム産業を殺していると主張するクレイ・シャーキーといった学者もいる。